# 拉什库尔-叙泽蒙
拉什库尔-叙泽蒙（法語：Rachecourt-Suzémont，法語發音：[ʁaʃkuʁ syzemɔ̃]）是法国上马恩省的一个市镇，属于圣迪济耶区。该市镇于1968年由原市镇布莱斯河畔拉什库尔（Rachecourt-sur-Blaise）和叙泽蒙（Suzémont）合并而成。

## 地理
拉什库尔-叙泽蒙（48°27'26"N, 4°57'53"E）面积3.57 平方千米，位于法国大東部大區上马恩省，该省份为法国东北部内陆省份，北起马恩省和默兹省，西接奥布省，西南接科多尔省，东南接上索恩省，东临孚日省。
与拉什库尔-叙泽蒙接壤的市镇（或旧市镇、城区）包括：巴伊欧福日、栋布兰、小杜勒旺、莫朗库尔、布莱斯河畔沃、布莱苏瓦城。

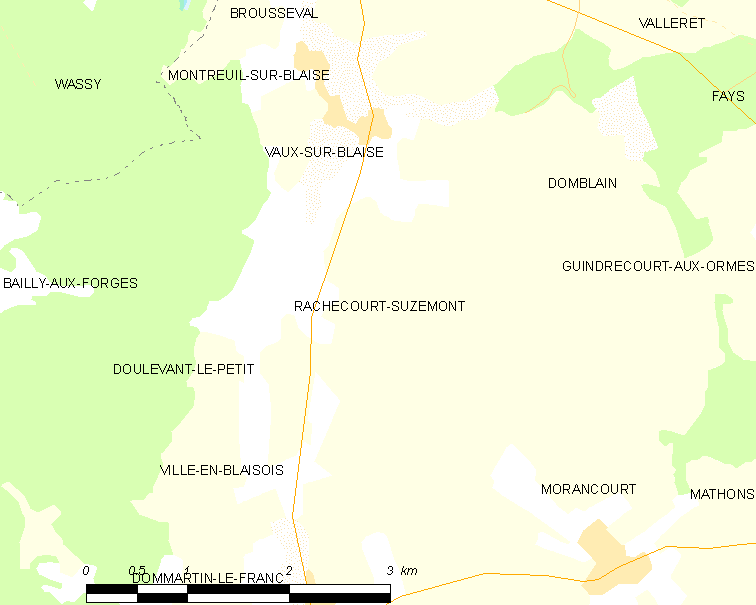
拉什库尔-叙泽蒙的OSM定位图

拉什库尔-叙泽蒙的时区为UTC+01:00、UTC+02:00（夏令时）。

## 行政
拉什库尔-叙泽蒙的邮政编码为52130，INSEE市镇编码为52413。

## 政治
拉什库尔-叙泽蒙所属的省级选区为瓦西县。

## 人口

1962-2008年间拉什库尔-叙泽蒙人口变化图示

拉什库尔-叙泽蒙于2022年1月1日时的人口数量为106人。